# دادستان (فیلم ۱۳۷۰)
دادستان فیلمی به کارگردانی و نویسندگی بزرگمهر رفیعا محصول سال ۱۳۷۰ است.

## خلاصه داستان
در سال ۱۳۵۷، به هنگام وقوع انقلاب اسلامی، بازپرس دادگر ضمن بررسی پرونده کامپیوتریزه کردن سیستم بایگانی سازمان تأمین خدمات اجتماعی (وزارت بهداری) که توسط یک شرکت آمریکایی انجام می‌شد، به یک سری اعمال خلاف از جمله حساب سازی و رشوه خواری پی می‌برد و جمعی از مسئولین آمریکایی شرکت و همدستان ایرانی آن‌ها را دستگیر و به زندان می‌اندازد …

## بازیگران
- فرامرز صدیقی
- جمشید هاشم‌پور
- احمد هاشمی
- محمد صالح‌علا
- قطب‌الدین صادقی
- محمد ابهری
- مهرانه مهین‌ترابی
- بیوک میرزایی
- محمدعلی ساربان
- بهروز رضوی
- عباس جهانبخش
- اردلان شجاع‌کاوه
- افسانه مقام
- فریبرز سمندرپور
- شهروز ملک‌آرایی
- عسگر قدس
- اسماعیل قادرپناه
- هوشنگ دیبائیان
- حسین قاسمی‌وند
- بهروز فرجی
- پیمان جعفری
- علی اصغر نجات
- نصرالله نصر
- فریدون آزما
- محمود مقامی
- محمد میرزاپور
- حمید دلشکیب
- عیسی صفایی
- امیر پراسی
- عبداله میرزاده
- مهناز موفقی
- بهرام کیاجور
- طاهره سری
- طاهره جهانبخش
- مریم مظاهریان
- عباس دریانورد
- پرویز بزرگی
- محمدرضا گودرزی
- داوود محمدرحیمی
- علی‌اصغر دمیرچی
- اکبر بلندی
- مختار سائقی
- آوانس گریگوریانس
- علی مهدوی
- رحیم منصوری
- محمد فریدونی
- یوسف صدیق
- پرویز امیرافشاری
- مصطفی رستمی
- بهمن اردلان
- مهران گرشاسبی
- محمدرضا ابوالحسنی
- علی حق‌فروش
- احمد کریمی
- عرب خالقی
- عزیزالله علی‌زاده
- حسن مظفری
- جواد صالح زاده
- ابراهیم هانیبال
- رازمیک شاه‌بندری
- حسین احدی
- بهرام قاسمی
- آندروش زاکانی
- آندروش ملکیان
- واروژ ماطاووسیان
- مهدی لطیفی
- حمید محرمیان
- ژیلبرت الهیاری
- ساکو آوهدسیان
- آرمناک آرتونیان
- ناصرالدین باتوخاش
- کیومرث غفاری
- ناصر کاظمی
- علیرضا حنیفی
- محمد سنگاری
- بهزاد نمینی
- سجاد مظفری

## جوایز
احمد هاشمی، کاندیدای بهترین بازیگر مکمل مرد در دهمین دوره جشنواره بین‌المللی فیلم فجر. 